# Apyrauna
Apyrauna är ett släkte av skalbaggar. Apyrauna ingår i familjen långhorningar.
Kladogram enligt Catalogue of Life:
| Apyrauna | \| \| Apyrauna annulicornis \| \| \| \| \| \| Apyrauna maculicornis \| \| \| \| |
|          | \| \| Apyrauna annulicornis \| \| \| \| \| \| Apyrauna maculicornis \| \| \| \| |
|          | Apyrauna annulicornis                                                           |
|          |                                                                                 |
|          | Apyrauna maculicornis                                                           |
|          |                                                                                 |